# Lasiopogon bellardii
Lasiopogon bellardii là một loài ruồi trong họ Asilidae. Lasiopogon bellardii được Jaennicke miêu tả năm 1867. Loài này phân bố ở vùng Cổ Bắc giới.